# Hansan-myeon, Tongyeong
Hansan-myeon, (koreanska: 한산면), är en socken i staden Tongyeong i provinsen Södra Gyeongsang, i den södra delen av Sydkorea, 300 km sydost om huvudstaden Seoul. Hansan-myeon består dels av ön Hansando där ungefär hälften av befolkningen bor, dels av 10 bebodda mindre öar (däribland Bijindo, Chubongdo och Yongchodo) och 208 obebodda öar. Det finns ingen broförbindelse med fastlandet, så kommunikationerna sker med bilfärja. En broförbindelse finns mellan Hansando och grannön Chubongdo. 